# الیاس (آماسیه)
الیاس (به ترکی استانبولی: İlyas) یک منطقهٔ مسکونی در ترکیه است که در آماسیه واقع شده‌است.